# The Soul Cages
The Soul Cages je třetí studiové album anglického rockového hudebníka Stinga.

## Seznam skladeb
Autorem všech skladeb je Sting.
| Pořadí | Název                             | Délka |
| ------ | --------------------------------- | ----- |
| 1.     | Island of Souls                   | 6:41  |
| 2.     | All This Time                     | 4:54  |
| 3.     | Mad About You                     | 3:53  |
| 4.     | Jeremiah Blues (Part 1)           | 4:54  |
| 5.     | Why Should I Cry for You          | 4:46  |
| 6.     | Saint Agnes and the Burning Train | 2:43  |
| 7.     | The Wild Wild Sea                 | 6:41  |
| 8.     | The Soul Cages                    | 5:52  |
| 9.     | When the Angels Fall              | 7:48  |

## Obsazení
- Sting – zpěv, baskytara, mandolína, synclavier
- Dominic Miller – elektrická a akustická kytara
- David Sancious, Kenny Kirkland – klávesy
- Branford Marsalis – saxofon
- Paola Paparelle – hoboj
- Kathryn Tickell – northumberlandské dudy
- Manu Katche – bicí
- Ray Cooper, Vinx, Bill Summers, Munyungo Jackson, Skip Burney, Tony Vacca – perkuse